# اسکادران ۱۴۰ اسرائیل
اسکادران ۱۴۰ اسرائیل (انگلیسی: 140 Squadron) گردان هوایی متعلق به نیروی هوایی اسرائیل است، که اسکادران عقاب طلایی نیز نامیده می‌شود و جنگنده‌های اف-۳۵ مستقر در پایگاه هوایی نواتیم را فرماندهی و کنترل می‌کند.
این اسکادران در ابتدای فعالیت، دارای جنگنده‌های داگلاس ای-۴ اسکای‌هاوک بود، سپس یک گردان از جنگنده‌های اف-۱۶ را در اختیار داشت و در اوت ۲۰۱۳، به عنوان بخشی از کاهش بودجه نیروهای دفاعی اسرائیل، تعطیل شد و هواپیماهای آن به اسکادران ۱۱۶ (مدافعان جنوب) اختصاص داده شدند.
در سال ۲۰۱۵ اعلام شد که اسکادران ۱۴۰ «عقاب طلایی» اولین یگان نیروی هوایی اسرائیل خواهد بود، که جنگنده‌های اف-۳۵ تحویل خواهند گرفت و از دسامبر ۲۰۱۶ بار دیگر این اسکادران فعالیت خود را با ۲ فروند جنگنده اف-۳۵ از سر گرفت.